# Windows Installer
O Microsoft Installer é um programa de computador, usado pelo Windows 2000, Windows ME, Windows XP, Windows 7, Windows 8, Windows 8.1 e Windows 10 para instalar aplicações no computador. Não se pode utilizar em modo de segurança. Atualmente é designado por Microsoft Windows Installer.
MSI é um formato de arquivo de pacote de instalação usado pelo Windows. Seu nome vem do título original do programa, Microsoft System Installer, que, desde então, mudou para o Windows Installer. Arquivos MSI são usados para a instalação, o armazenamento, e a remoção de programas. Os arquivos estão contidos em um pacote, que é usado com o serviço de instalação do lado do cliente do programa, um arquivo .exe, para abrir e instalar o programa.

## Características
- Ajuda no gerenciamento de instalação e remoção de aplicações;
- Define um conjunto de regras para a instalação de aplicativos;
- Define a instalação e configuração para as aplicações instaladas;
- Modificação/Reparação/Remoção de aplicações existentes;
- Oferece suporte a arquivos .MSI e afins.